# Mario Van de Caveye
Mario Van de Caveye is een personage in de VTM-televisieserie Familie, gespeeld door Patrick Vandersande.

## Overzicht
Wanneer Veronique Van den Bossche terug in de modewereld wil stappen, maakt ze kennis met Mario. Hij is de zoon van Gerard Van de Caveye en diens Italiaanse echtgenote en is een getalenteerd modeontwerper die samen met Bianca Parducci aan de leiding stond van Linea Veronica. Mario en Veronique worden al snel verliefd en krijgen een zoontje Cédric. Later trouwen ze in Kroatië.
Hoewel ze eigenlijk stapelverliefd op hem is, kan Veronique het vaak niet laten hem af te snauwen of zelfs te kleineren. Mario krijgt dan ook vaak het verwijt van de familie dat hij te weinig voor zichzelf opkomt. Het gedrag van Veronique zorgt er bovendien voor dat hij weleens zijn toevlucht zoekt tot andere vrouwen. Zo had hij een affaire met Berts echtgenote Cixi Lao Tsai en met Trudy Tack de Rixart de Waremme, toen nog getrouwd met Peter Van den Bossche.
Uiteindelijk besluiten Mario en Veronique uit elkaar te gaan. Mario begint een relatie met ontwerpster Jennifer Verjans, tot hij ontdekt dat ze hem eigenlijk gewoon misbruikte voor haar professionele carrière. Hierna gaat Mario terug naar zijn geboorteland Italië, maar enkele maanden later keert hij alweer terug. Hij kan Veronique niet missen en ook zij blijkt nog iets voor haar ex-man te voelen.
Mario en Veronique komen terug samen en trekken op cruise. Daar komen ze tot de zoveelste keer in botsing met elkaar en Mario besluit niet meer terug te keren naar Vlaanderen, tot grote frustratie van Veronique. Later blijkt dat hij teruggekeerd is naar Milaan. Wanneer Veronique hem daar opzoekt vertelt hij haar dat hij definitief een punt wil zetten achter hun relatie. Hij treft een minnelijke schikking met Veronique zodat Cédric - zoals de jongen zelf vroeg - bij zijn vader blijft wonen.